# Steve Franken
Pour les articles homonymes, voir Franken (homonymie).
Steve Franken est un acteur américain, né le 27 mai 1932 à Brooklyn (New York) et mort le 24 août 2012 à Canoga Park (Californie).

## Biographie

### Enfance
Fils d'un attaché de presse à Hollywood, Stephen Robert Franken naît dans le quartier de  Brooklyn à New York. Il est un cousin du sénateur des États-Unis Al Franken du Minnesota.

### Carrière
Sa première apparition à l'écran a lieu en 1958 dans le rôle de Willie dans l'épisode The Time of Your Life de la série à succès de CBS, Playhouse 90. Il obtient son premier grand rôle dans l'épisode The Pit de la série western The Rebel sur ABC.
En 1961, il est guest-star dans l'épisode The Case of Willie Betterley de la série Lock-Up (en). Puis, en 1962, il joue Dunc Tomilson dans l'épisode The Yacht-Club Gang de la série dramatique Échec et mat. Il apparait également  dans deux épisodes de la série Mr. Novak.
Le producteur Rodney Amateau le voit à Los Angeles sur scène dans Say, Darling et lui propose le rôle récurrent de Chatsworth Osborne Junior dans Dobie Gillis, une série télévisée de CBS. Steve Franken apparait alors dans de nombreux épisodes, du milieu de la première saison en 1960 jusqu'à la fin de la quatrième saison en 1963.
Commençant à se sentir catalogué, il cherche alors à jouer des rôles moins sympathiques. C'est ainsi qu'en 1963, il apparaît dans le célèbre épisode The Case of the Deadly Verdict de Perry Mason dans le rôle de Christopher Barton. Il entame alors une longue carrière à la fois à la télévision et au cinéma.

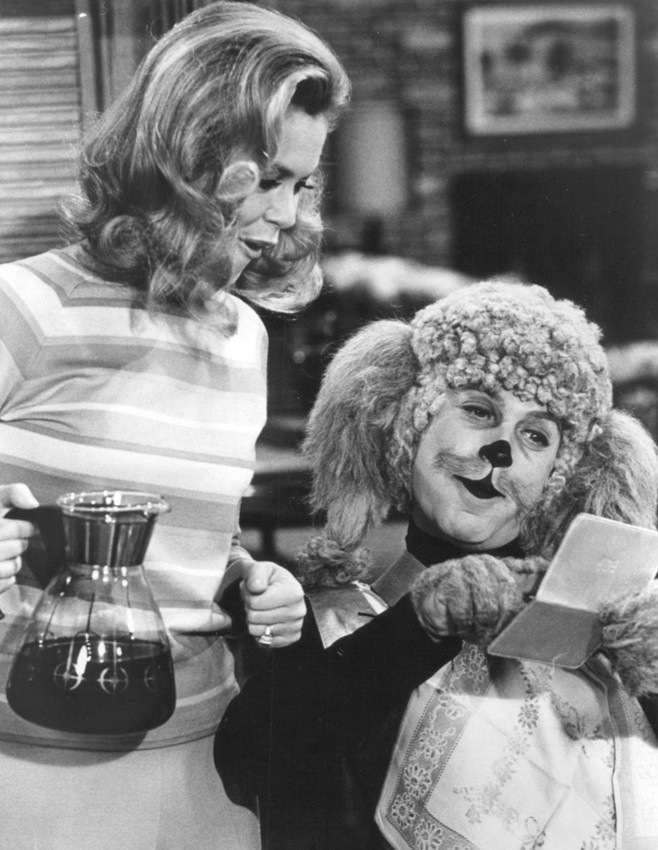
Steve Franken (à droite) avec Elizabeth Montgomery dans Ma sorcière bien-aimée.

Peu après l'annulation de Dobie Gillis, Steve Franken devient le lieutenant Samwell « Sanpan » Panosian dans la série de Gary Lockwood, The Lieutenant, qui est également la première série télévisée créée par Gene Roddenberry. Il est un aviateur américain décoré qui devient un marchand d'armes et un traître dans l'épisode The Gun Runner Raid de la série Les Rats du désert ou  un lieutenant prisonnier de guerre dans le film de Fred MacMurray, Demain des hommes. De 1966 à 1971, il apparaît dans divers rôles dans au moins six épisodes de la série Ma sorcière bien-aimée sur ABC.
En 1968, il est le serveur ivre dans le film de Blake Edwards, La Party, aux côtés de Peter Sellers.
De 1970 à 1973, il joue cinq fois dans Love, American Style sur ABC. Dans le même temps, il devient l'officier Albert Porter  dans trois épisodes d'Auto-patrouille (1971-1972) sur NBC. En 1979, il incarne Tom Voorhies aux côtés de Michael Constantine dans The North Avenue Irregulars produit par les studios Disney. Puis, il retrouve Peter Sellers pour Le Complot diabolique du docteur Fu Manchu (1980).
Il apparaît et dirige diverses épisodes de la série d'anthologie à thème religieux : Insight. Dans les années 2000, il joue de petits rôles dans des séries telles que comme Murphy Brown, Un gars du Queens et Seinfeld.
Côté doublage, il prête sa voix à différentes séries et films dont Les Schtroumpfs (1981), Batman (1993), Les Rangers de l'espace (1996), Spawn (1997) et Detention (1999). Il a également participé aussi à plusieurs jeux vidéo dont RTX Red Rock, Law & Order: Dead on the Money, Law & Order II: Double or Nothing, Lionheart et Lionheart: Legacy of the Crusader en 2002-2003.

### Décès
Steve Franken meurt à l'âge de 80 ans le 24 août 2012, dans un centre de soins infirmiers et de réadaptation à Canoga Park en Californie, des complications d'un cancer. Il était marié en secondes noces à l'actrice Jean Garrett, avec laquelle il a eu une fille, Anne, après avoir eu deux filles d'un premier mariage avec Julia Carter, Emily et Abigail.

## Filmographie

### Cinéma
- 1958 : Les Feux du théâtre : Dressing Room Well-Wisher
- 1958 : Un tueur se promène : le garçon
- 1964 : Les Jeux de l'amour et de la guerre : le jeune marin
- 1964 : The Time Travelers : Danny McKee, l'électricien
- 1966 : Wild Wild Winter : John
- 1966 : Demain des hommes : John
- 1968 : La Party : Levinson
- 1968 : Panic in the City : Hal Johnson
- 1969 : Angel in My Pocket : Zimmerman
- 1969 : Number One :
- 1970 : Ya, ya, mon général ! : Peter Bland
- 1973 : Mondwest : le technicien
- 1976 : Missouri Breaks : le Kid solitaire
- 1978 : Avalanche : Henry McDade
- 1979 : The North Avenue Irregulars : Tom
- 1980 : Au boulot... Jerry ! : Steve Torres
- 1980 : There Goes the Bride de Terry Marcel (en) : l'organiste dans l'église
- 1980 : Le Complot diabolique du docteur Fu Manchu : Pete Williams
- 1983 : L'Héritier de la Panthère rose : Harvey Hamilcard III
- 1988 : Le Tueur de l'autoroute : l'automobiliste au téléphone
- 1989 : Transylvania Twist : Hans Hupp
- 1993 : Breakfast of Aliens : Fred
- 1994 : Munchie Strikes Back : le professeur Graves
- 1998 : Opération Pandora (The Pandora Project) : Sam Davis
- 1999 : L'Avocat du mal : Jerry
- 1999 : La Prophétie des ténèbres : Jeffries
- 2000 : Nurse Betty : l'administrateur
- 2000 : Dish Dogs : le pasteur
- 2000 : Agent destructeur : le général Socka
- 2000 : Commando d'élite (Rangers) : Baker
- 2001 : La Trompette magique : Bud (voix)
- 2001 : Crash Point Zero : Stuart Elliott
- 2001 : Dead Sexy : l'examinateur médical
- 2005 : The Works : Gordon
- 2007 : The Metrosexual : le professeur
- 2009 : Anges et Démons : le cardinal Colbert
- 2010 : Watch Out for Slick : Emory

### Télévision

#### Téléfilms
- 1970 : Three for Tahiti : Jay
- 1972 : Every Man Needs One : Bob Rasmussen
- 1972 : Voyage of the Yes : le docteur
- 1973 : The Stranger : Henry Maitland
- 1974 : Houston, We've Got a Problem : Shimon Levin
- 1975 : The Last Survivors : Don West
- 1975 : La Mort en rêve : Dr. Charles Crennis
- 1975 : Sky Heist : le contrôleur du trafic
- 1975 : Mystère sur le vol 502 (en) : Donald Goldman
- 1975 : I Wonder Who's Killing Her Now? : Harold Booker
- 1976 : Kiss Me, Kill Me : Murry Tesko
- 1977 : Les Fourmis : White
- 1978 : Zuma Beach (en) : Rick
- 1978 : Terror Out of the Sky : Paul Gladstone

- 1980 : The Ghosts of Buxley Hall (en) : Virgil Quinby
- 1982 : Une affaire d'enfer : Dr. Morton Schiller
- 1983 : Drôle de collège : Dr. Fritz Hauptmann
- 1985 : The Fourth Wise Man : Pharisee
- 1985 : There Were Times, Dear : Harry
- 1988 : Bring Me the Head of Dobie Gillis : Chatsworth Osborne, Jr.

- 1991 : Pour que l'on n'oublie jamais : Dan Greenspan

#### Séries télévisées
- 1958 : Playhouse 90 : Willie (saison 3, ép. 3)
- 1959-1963 : Dobie Gillis : Chatsworth Osborne, Jr. (saisons 1 à 4)

- 1961 : One Step Beyond : le soldat fou (saison 3, ép. 21)
- 1961 : The Rebel : Ruck/Bully (saison 2, ép. 26)
- 1961 : Assignment: Underwater : Carstairs (saison 1, ép. 32)
- 1961 : Lock Up : Willie Betterley (saison 2, ép. 30)
- 1962 : Échec et mat : Dunc Tomilson (saison 2, ép. 16)
- 1962 : Le Jeune Docteur Kildare : Freddie Binns (saison 1, ép. 33)
- 1962 : Ensign O'Toole : Ensign Clifford Bender (saison 1, ép. 13)
- 1963 : Perry Mason : Christopher Barton (saison 7, ép. 4)
- 1963 : The Lieutenant : Lt. Sam Panosian / Sampan (saison 1, ép. 5 et 6)
- 1963-1964 : Mr. Novak : Jerry Allen / Mr. Jerry Allen (saison 1, ép. 6, 9, 14 et 19)
- 1964 : Petticoat Junction : Homer Bedloe Jr. (saison 1, ép. 34)
- 1964-1965 : Tom, Dick and Mary : Dick Moran (saison 1)
- 1965 : Sur le pont, la marine ! : Lt. Jason Whitworth (saison 3, ép. 34)
- 1965 : Ne mangez pas les marguerites : Crawford (saison 1, ép. 8)
- 1965 : The Farmer's Daughter : Bellboy (saison 3, ép. 8)
- 1965 : Mon Martien favori : George (saison 3, ép. 13)
- 1965-1966 : The Patty Duke Show : Ronald Dawson / Bob (saison 3, ép. 10 et 25)
- 1966 : Tammy : Crazy Wolf (saison 1, ép. 19)
- 1966 : The Long, Hot Summer (en) :  (saison 1, ép. 25)
- 1966 : Les Mystères de l'Ouest : LeFou (saison 2, ép. 8)
- 1966 : That Girl : Dr. Bruce Alden (saison 1, ép. 12)
- 1966 : Les Rats du désert : Ned Cunningham (saison 1, ép. 12)
- 1966-1971 : Ma sorcière bien-aimée : George Barkley / Bruce / oncle Henry
- 1967 : Batman : Rudy, the Valet (saison 2, ép. 40)
- 1967 : T.H.E. Cat : Carl Leandro (saison 1, ép. 21)
- 1967 : Mes trois fils : Al Morgan (saison 7, ép. 30)
- 1967 : Mission impossible : Akim Hadramut (saison 2, ép. 5 et 6)
- 1968 : The Second Hundred Years : le caporal (saison 1, ép. 26)
- 1968 : The Outsiders : Roger Edgewa (saison 1, ép. 2)
- 1968 : La Grande Vallée : Bank Teller (saison 4, ép. 7)
- 1968 : Blondie (en) : David Dithers (saison 1, ép. 12)
- 1969 : My Friend Tony : ? (saison 1, ép. 6)
- 1969 : La Nouvelle Équipe : Rabbi Elliott Tannenbaum (saison 2, ép. 12)

- 1970 : Night Gallery : Dr. Mitchell (saison 1, ép. 3)
- 1970-1973 : Love, American Style : Herb / Roger Burlingame (saison 1, ép. 15 et 23, saison 3, ép. 1 et 11, saison 4, ép. 18)
- 1970-1979 : Insight : l'interviewé / Jocko Donovan / Danover  (Épisodes 111, 119, 130, 138, 160 et 217)
- 1971 : Docteur Marcus Welby : Dr. Weitzman (saison 2, ép. 16)
- 1971-1972 : Auto-patrouille : Dr. Weitzman (saison 4, ép. 6 et 24, saison 5, ép. 6)
- 1972 : Norman Corwin Presents : Dr. Weitzman (saison 1, ép. 3)
- 1972 : Owen Marshall: Counselor at Law :  ? (saison 2, ép. 6)
- 1972-1973 : The Mary Tyler Moore Show : Jonas Lasser (saison 3, ép. 15 et 23)
- 1974 : The Rookies : Alvin Conrad (saison 3, ép. 2)
- 1974 : Sierra : Tommy (saison 1, ép. 3)
- 1974 : Emergency! : Bernard Goldberg (saison 4, ép. 7)
- 1975 : Dossiers brûlants : Neil (saison 1, ép. 15)
- 1975 : Police Story : D.A. Wallberger (saison 3, ép. 6 et 10)
- 1975-1981 : Barney Miller : Edward Novak / Edward Foreman (saison 2, ép. 6, saison 7, ép. 7)
- 1976 : Doc : Harvey Kramer (saison 1, ép. 21)
- 1976 : Good Heavens (en) : M. Dee (saison 1, ép. 5)
- 1977 : L'Homme de l'Atlantide : le docteur (saison 1, ép. 1)
- 1977 : Lanigan's Rabbi : Will Stopes (saison 1, ép. 2)
- 1977 : Drôles de dames : Fred (saison 2, ép. 3)
- 1977 : Opération Charme : Milton (saison 1, ép. 6)
- 1977 : C.P.O. Sharkey : Dr. Simon (saison 2, ép. 3)
- 1978 : Kojak : Arnie (saison 5, ép. 19)
- 1978 : Quincy : Dr. Kitei (saison 4, ép. 1)
- 1978 : Alice : l'homme du hold-up (saison 3, ép. 7)
- 1978-1982 : Chips : Alan Drummond / Student Driver (saison 1, ép. 19, saison 5, ép. 27)
- 1979 : Kaz : ? (saison 1, ép. 14)
- 1979 : Supertrain : ? (saison 1, ép. 5)
- 1979 : Au fil des jours : Victor Mulhern (saison 4, ép. 20)

- 1980 : Disney Parade : Virgil Quinby (saison 27, ép. 5 et 6)
- 1980-1982 : Trapper John, M.D. : Patient / Bernie Chalmers (saison 2, ép. 3, saison 4, ép. 4)
- 1981 : La croisière s'amuse : Harry Mason (saison 4, ép. 25 et 26)
- 1982 : Simon et Simon : Tunridge (saison 2, ép. 5)
- 1983 : Ryan's Four : ? (saison 1, ép. 0)
- 1983 : L'Île fantastique : Wes Perry (saison 7, ép. 7)
- 1984 : Jessie : Mr. Anderson (saison 1, ép. 8)
- 1985 : Arnold et Willy : Mr. Anderson (saison 7, ép. 14)
- 1985 : Capitaine Furillo : Arnold Solomon (saison 5, ép. 21)
- 1985 : MacGyver : Walt (saison 1, ép. 7)
- 1985 : Hôtel : Carmondy (saison 3, ép. 7)
- 1986 : Commando sur Téhéran : Mort Myerson
- 1986 : Our House : Forrester (saison 1, ép. 6)
- 1987 : One Big Family : Dickie Tyler (saison 1, ép. 12)
- 1987 : Rags to Riches : Dennis Baxter (saison 1, ép. 7)
- 1987 : L'amour ne s'achète pas : Moda Clerk
- 1987 : Petite Merveille : le docteur (saison 3, ép. 2)
- 1988-1989 : Freddy, le cauchemar de vos nuits : M. Sexton / M. Birdwell (saison 1, ép. 3, saison 2, ép. 7)
- 1989 : Rick Hunter : Lou (saison 6, ép. 5)

- 1990 : China Beach : le juge Julius H. Hoffman (saison 4, ép. 9)
- 1990 : The Adventures of Don Coyote and Sancho Panda : voix aditionnelles
- 1992 : Harry et les Henderson : ? (saison 2, ép. 22)
- 1992 : Human Target : Quentin Firth (saison 1, ép. 3)
- 1993 : Batman : Rundle (saison 1, ép. 48) (voix)
- 1994 : Herman's Head : M. Prescott (saison 3, ép. 18)
- 1994 : Les Sœurs Reed : Huey Short (saison 5, ép. 5)
- 1995 : Urgences : Hank Travis (saison 1, ép. 20)
- 1996 : Les Rangers de l'espace : le professeur Eugene Atwate  (voix)
- 1996 : Sparks : le juge (saison 1, ép. 11)
- 1997-1999 : Spawn :  voix additionnelles (saison 1, ép. 1-3, saison 3, ép. 2-4)
- 1998 : Seinfeld : Brendan (saison 9, ép. 19)
- 1996 : Titi et Grosminet mènent l'enquête : le président Generic (voix)
- 1998 : Murphy Brown : College Roommate (saison 10, ép. 20)
- 1998 : Maggie Winters : M. Addison (saison 1, ép. 10)
- 1999 : Detention : M. Beal (saison 1, ép. 7-8) (voix)

- 2000 : Chicken Soup for the Soul : M. Bellinger
- 2000 : Static Choc : M. Janus (saison 1, ép. 4) (voix)
- 2001 : Associées pour la loi, épisode Obligations : l'enseignant
- 2005 : Mon comeback, épisode Valerie Stands Out on the Red Carpet
- 2005 : Un gars du Queens, épisode Move Doubt : Vasili
- 2006 : Threshold - Premier contact, épisode Alienville : Graham Bolton
- 2012 : The Jeff Lewis 5 Minute Comedy Hour, épisode Deathbed : le père